# Kanzel (Auhausen)

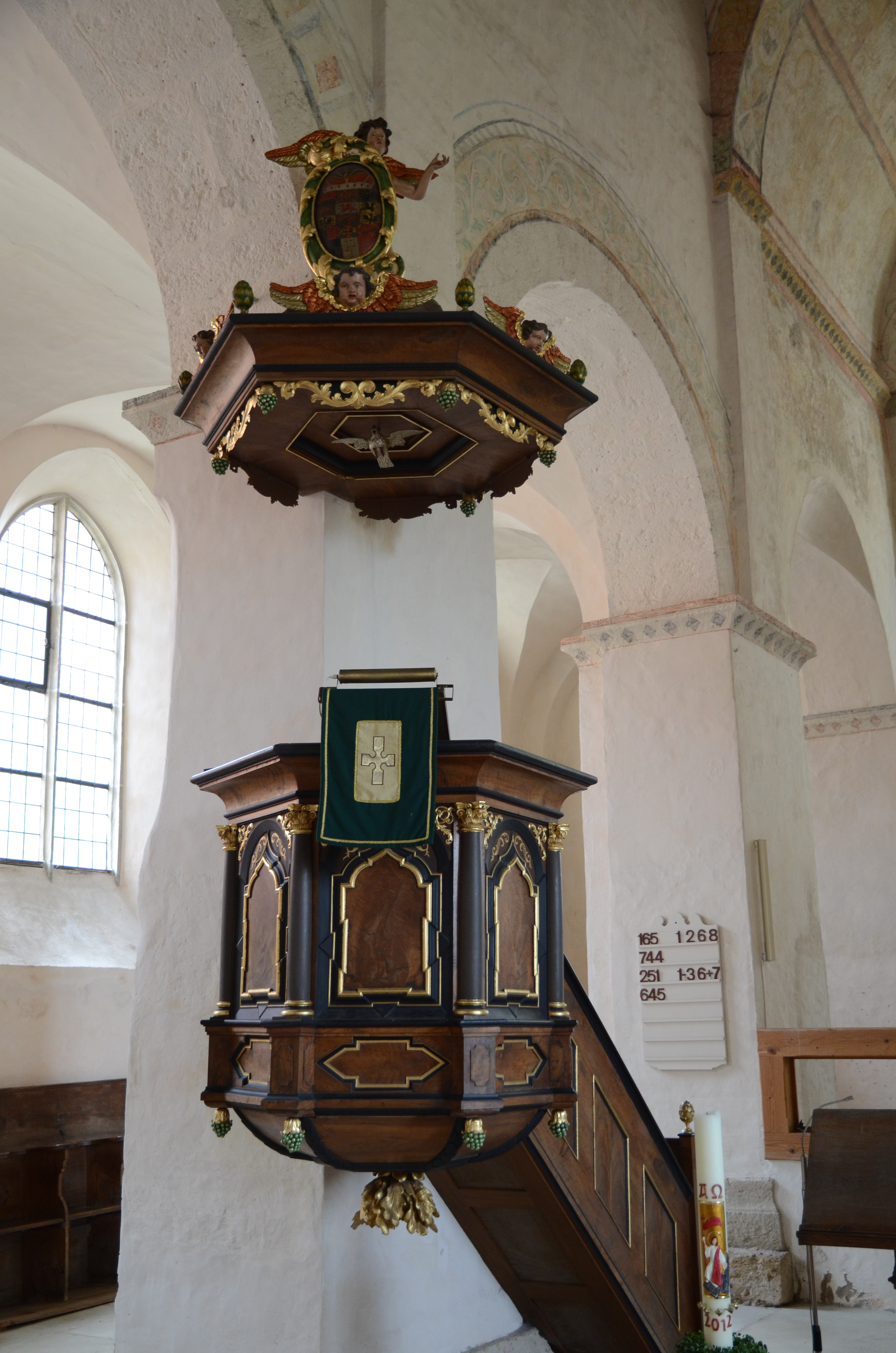
Kanzel in Auhausen

Die Kanzel in der evangelisch-lutherischen Pfarrkirche St. Maria in Auhausen, einer Gemeinde im Landkreis Donau-Ries im bayerischen Regierungsbezirk Schwaben, wurde 1708 geschaffen. Die Kanzel ist ein Teil der als Baudenkmal geschützten Kirchenausstattung.
Die hölzerne Kanzel im Stil des Barocks besitzt einen polygonen Kanzelkorb mit glatten Ecksäulen und leeren, von Profilleisten umrahmten Feldern.
Der Schalldeckel ist mit Akanthusdekor und Engelsköpfen geschmückt. Er wird von einer Engelsfigur bekrönt, die das Wappen des Markgrafen Wilhelm Friedrich von Ansbach hält.